# Pogonatum dentatum
Pogonatum dentatum là một loài Rêu trong họ Polytrichaceae. Loài này được (Menzies ex Brid.) Brid. miêu tả khoa học đầu tiên năm 1827.